# Stenophylax alex
Stenophylax alex là một loài Trichoptera trong họ Limnephilidae. Chúng phân bố ở miền Cổ bắc.